# Laurent Devalle
Laurent Devalle (* 15. Januar 1892 in Monaco; † 22. Juli 1965 ebenda) war ein monegassischer Radrennfahrer.

## Sportliche Laufbahn
Devalle war im Straßenradsport aktiv. 1910 begann er mit dem Radsport. Von 1913 bis 1924 war er Unabhängiger und Berufsfahrer. Dreimal startete er in der Tour de France. 1921 beendete er die Rundfahrt nicht. 1922 wurde er 35., 1924 55. Devalle war er der erste Fahrer aus Monaco, der an der Tour teilnahm. Nach seiner Radsportkarriere wurde er im Januar 1949 französischer Staatsbürger.